# Henri de Gourcy
Antoine Henri Gaston, comte de Gourcy-Récicourt dit Henri de Gourcy, né le 18 juin 1829 au château de Jallanges à Vernou-sur-Brenne et mort le 10 mars 1906 au château de Chaltrait, est un capitaine de cavalerie et graveur français.

## Biographie

### Origines et famille
Le comte Henri de Gourcy appartient à une famille de la noblesse de Lorraine. Il est le fils de Charles Antoine comte de Gourcy et d'Adrienne de Bizemont.

### Parcours militaire
Capitaine de cavalerie, il quitte l'armée en 1859 pour épouser Flavie Augustine de Mellet de Fayolle.
Revenu sous l'uniforme pour combattre durant la Guerre franco-prussienne de 1870, il est décoré de la Légion d'honneur en 1871.

### Œuvre gravé
Graveur amateur, élève de Maxime Lalanne, il fournit en eaux-fortes la maison Alfred Cadart et Luquet, de la Société des aquafortistes, puis livre quinze gravures pour L'Illustration nouvelle (1868-1881). On lui doit de nombreuses vues de châteaux français.
Il publie dans le journal La France illustrée une série de gravures et exécute des affiches pour des congrès.

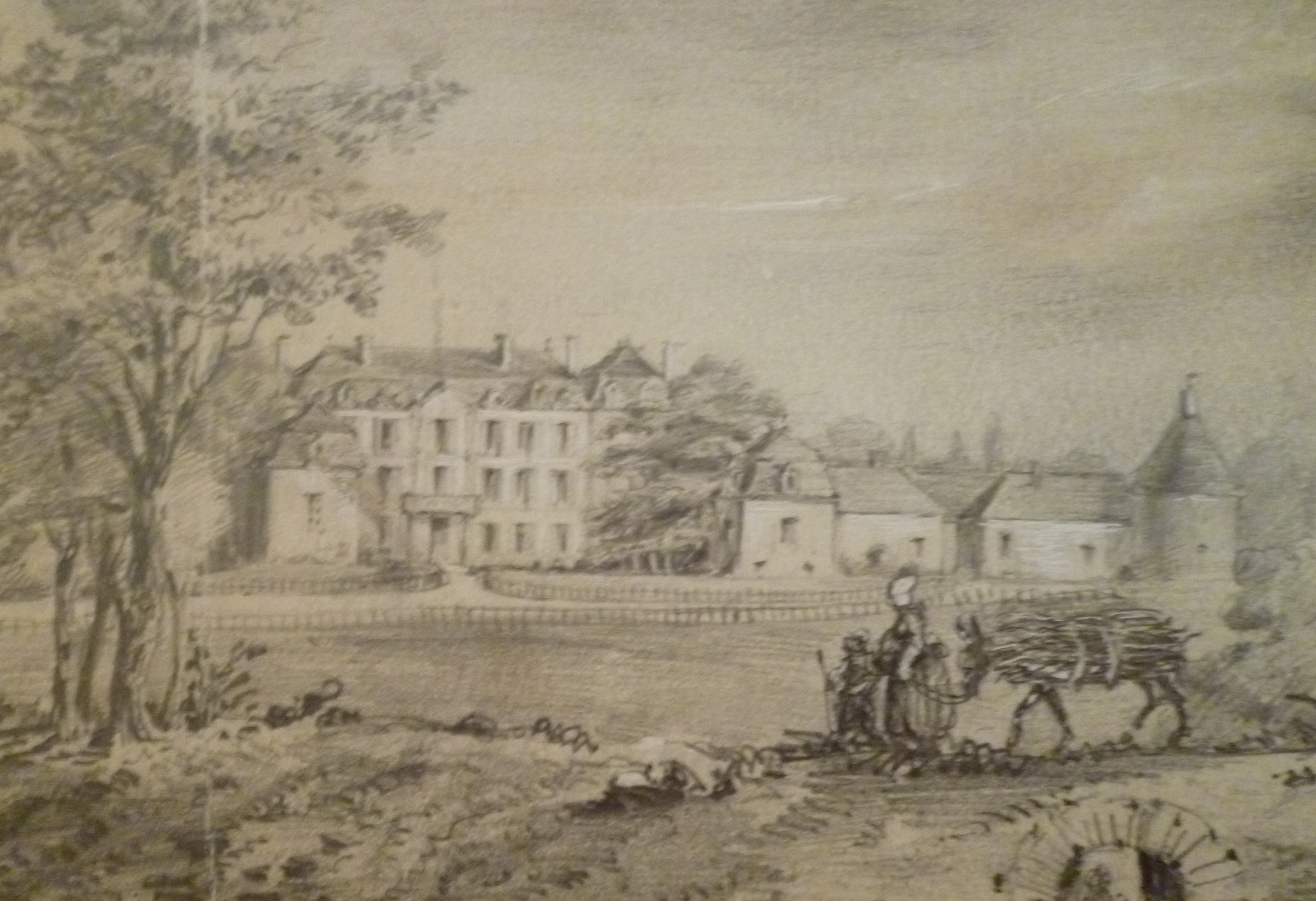
Dessin d'Henri de Gourcy.
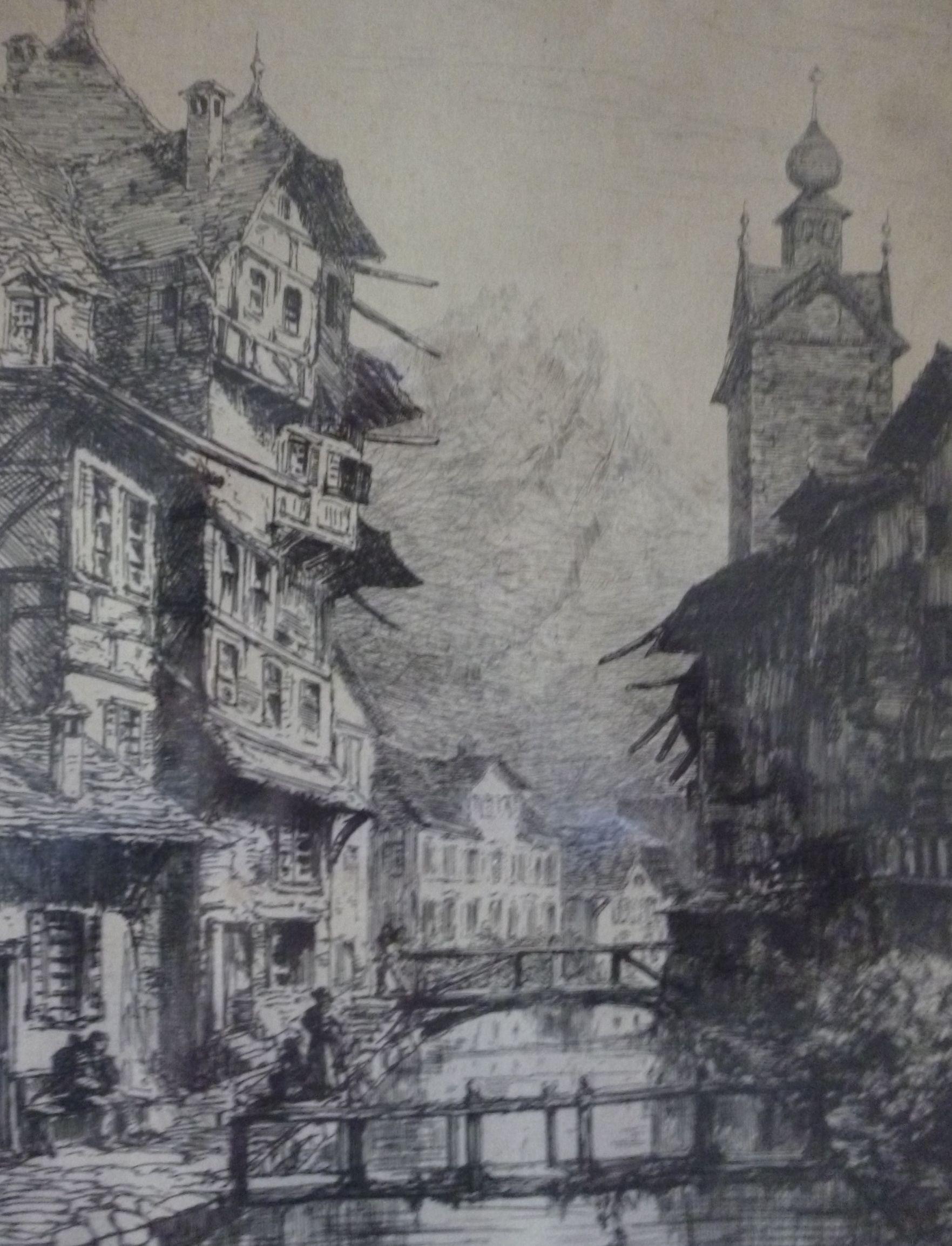
Gravure d'Henri de Gourcy.